# Politički realizam
Politički realizam je politička teorija prema kojoj se države u svojoj vanjskoj politici ponašaju ili bi se trebale ponašati prvenstveno u skladu s vlastitim nacionalnim interesom. Države prema političkim realistima nisu ograničene nikakvim moralnim načelima, već su ograničene jedino odnosima moći koji vladaju u međunarodnim odnosima.
Politički realizam predstavlja jedan od najstarijih pravaca razmišljanja o politici i filozofiji međunarodnih odnosa. Suvremeni realisti svoje uzore nalaze u djelima Tukidida, Augustina, Machiavellija i Hobbesa. Poseban utjecaj na suvremeni realizam ostavio je Hobbesov prikaz prirodnog stanja, situacije prije nastanka države u kojoj ne postoji jamstvo da će se itko pridržavati moralnih načela. Stoga je prirodno stanje stanje nesigurnosti u kojemu svatko ratuje protiv svakoga.
Dok je starija generacija političkih realista (Reinhold Niebuhr, George Kennan, Hans Morgenthau) uzroke rata nalazila u ljudskoj prirodi, novije varijante političkog realizma kao što su neorealizam i strukturni realizam objašnjenja traže u samoj strukturi međunarodnih odnosa.  Najvažniji suvremeni predstavnici raznih oblika političkog realizma su Kenneth Waltz (neorealizam), Robert Jervis i Stephen Walt (defanzivni realizam), John Mearsheimer (ofanzivni realizam), Robert Gilpin (teorija hegemonije).
Teorija političkog realizma ima brojne zagovornike i u političkoj praksi i vanjskoj politici brojnih država. Najpoznatiji predstavnici realizma koji su bili uključeni u procese formiranja i donošenja političkih odluka u novijoj politici su Henry Kissinger i Zbigniew Brzezinski.

## Važnija djela
- E. H. Carr, The Twenty Years Crisis, 1919–1939: an Introduction to the Study of International Relations, London: Macmillan, 1939, izmijenjeno izdanje, 1946.
- John Mearsheimer, The Tragedy of Great Power Politics, New York: W.W. Norton & Company, 2001.
- Hans Morgenthau, Politics Among Nations: The Struggle for Power and Peace, 5. izdanje, New York: Alfred A. Knopf, 1978.
- Reinhold Niebuhr, Moral Man and Immoral Society: A Study of Ethics and Politics, Charles Scribner's Sons, 1932.
- Kenneth Waltz, Theory of International Politics,  New York: McGraw Hill, 1979.

## Vanjske poveznice
- Tvrtko Jolić, Politički realizam i anarhija u međunarodnim odnosima, Prolegomena: časopis za filozofiju, 10 (1) 2011.